# Anoplosiagum swezeyi
Anoplosiagum swezeyi är en skalbaggsart som beskrevs av Garcia-vidal 1982. Anoplosiagum swezeyi ingår i släktet Anoplosiagum och familjen Melolonthidae. Inga underarter finns listade i Catalogue of Life.